# 哈巴安德
哈巴安德（Andrew Patton Happer，1818年—1894年），美北长老会最早派往中国的传教士之一。
1818年，哈巴安德出生于美国宾夕法尼亚州的一个长老会家庭。1844年，哈巴安德毕业于宾夕法尼亚大学，获医学博士学位，同年10月22日，受美北长老会差遣，抵达澳门，1845年开办了一所男子寄宿学校，招收了30名學生。
1847年3月，哈巴安德与花莲治（John Booth French）转往广州，将澳门的学校迁往广州故衣街（1856年停办），这是广州最早的新式学校。次年成立广州中会。1854年嘉约翰到广州后，哈巴安德停止行医，专心从事教育活动（嘉约翰在1859年接办公理会伯驾医生创办的博济医院）。
长老会在广州的传教事业一度中断。1860年，哈巴安德重返广州，1862年建立一支会（逢源堂前身），1872年建立二支会（仁济堂前身），1881年建立三支会（中华堂前身）、四支会（双门底福音堂），1891年建立五支会（芳村堂前身）、养济支会及黄沙堂。此外还创办柔济女医院（柔济医院前身）、端拿护士学校、夏葛女医学校、疯人病院(市精神病院前身)、明心书院(专收失明儿童)、真光书院(真光女子中学前身)、培英学校(培英中学前身)、格致书院(岭南大学前身)等。
1865年，哈巴安德在广州同文馆担任英文教习。1887年，哈巴安德在广州沙基金利埠（今六二三路）创办格致书院，1888年3月28日开学，并回美国募集10万美元作为办学经费，该校在1907年发展成岭南学堂，即后来的岭南大学。1891年，哈巴安德因病返回美国，1894年去世。
1849年，哈巴安德出版《天文问答》一书，是最早向中国介绍近代天文学科普读物。1879年，哈巴安德出版《北京访问记》，1880-1884年间主编《教务杂志》。